# Louis-Ernest Dubois

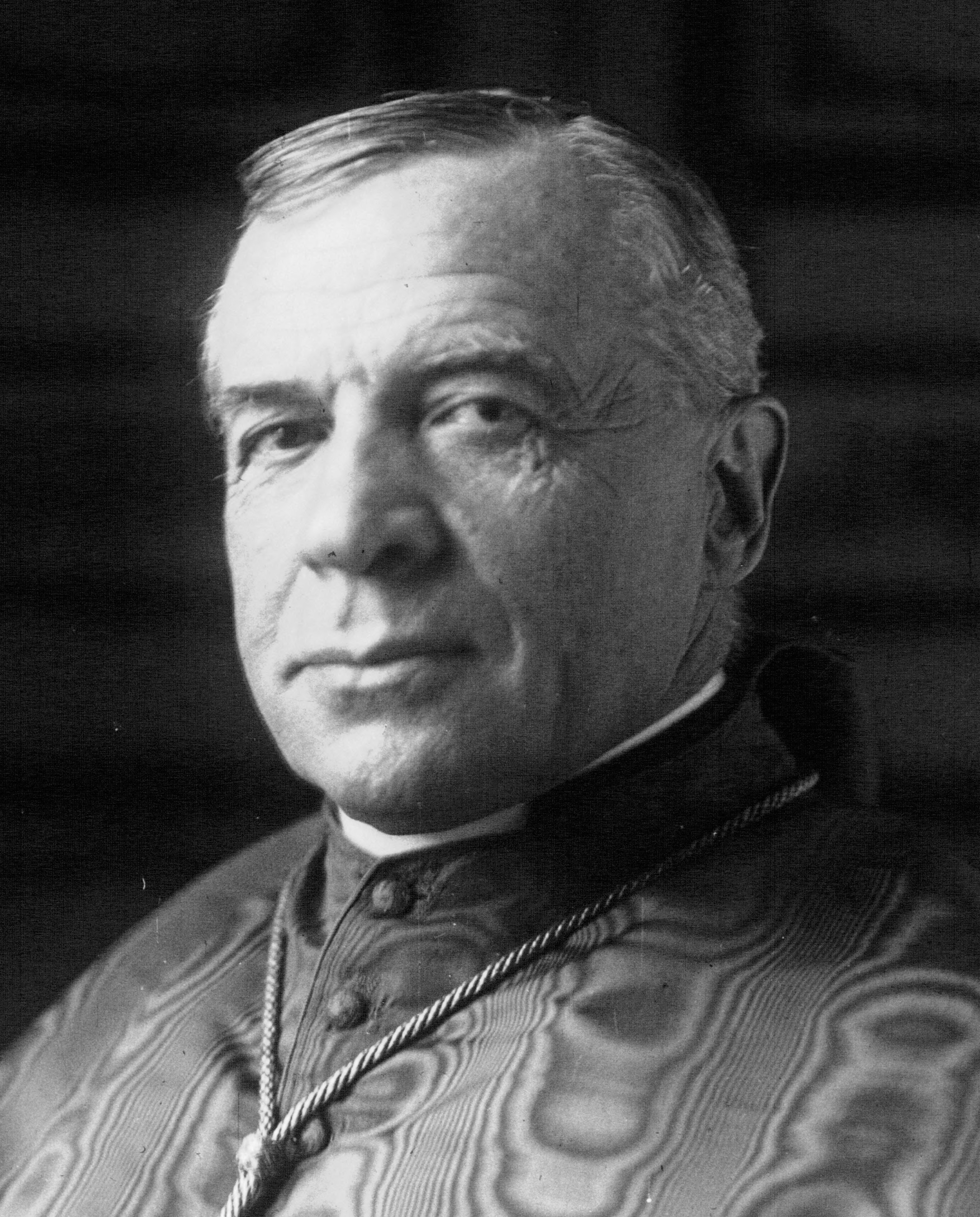
Louis-Ernest Dubois (1920)

Wappen des Kardinals

Louis-Ernest Kardinal Dubois (* 1. September 1856 in Saint-Calais, Frankreich; † 23. September 1929 in Paris) war Erzbischof von Rouen und von Paris.

## Leben
Louis-Ernest Dubois studierte im Priesterseminar von Le Mans die Fächer Philosophie und Katholische Theologie. Er empfing am 20. September 1879 das Sakrament der Priesterweihe und arbeitete anschließend als Gemeindeseelsorger in der Diözese Le Mans. Ab 1888 war er Herausgeber der Zeitung Semaine du fidèle, 1893 gründete er die Union Historique du Maine. 1895 erhielt er die Ernennung zum Ehrenkanoniker der Kathedrale von Le Mans. In den Jahren 1898 bis 1901 leitete er als Generalvikar die Verwaltung des Bistums Le Mans.
1901 erhielt er die Ernennung zum Bischof von Verdun, wurde aber von diesem Amt auf eigenen Wunsch freigestellt. Die Bischofsweihe spendete ihm am 2. Juli 1901 Marie-Prosper-Adolphe de Bonfils, der Bischof von Le Mans; Mitkonsekratoren waren Bischof Étienne-Marie Potron und Charles Joseph Gilbert, ehemaliger Bischof von Le Mans. Am 3. November 1909 ernannte ihn Papst Pius X. zum Erzbischof von Bourges, im März 1916 übertrug ihm Papst Benedikt XV. die Leitung des Erzbistums Rouen und nahm ihn am 4. Dezember desselben Jahres als Kardinalpriester mit der Titelkirche Santa Maria in Aquiro in das Kardinalskollegium auf. Am 13. September 1920 beauftragte ihn der Papst mit der Leitung des Erzbistums Paris. Kardinal Dubois nahm am Konklave des Jahres 1922 teil. 1926 vertrat er den Papst als päpstlicher Legat beim Nationalen Marianischen Kongress in Chartres.
Louis-Ernest Dubois starb am 23. September 1929 in Paris und wurde in der Krypta der Kathedrale Notre-Dame de Paris beigesetzt.